# Liste der Lieder von John Lennon
Die Liste der Lieder von John Lennon enthält alle offiziell veröffentlichten Titel des britischen Musikers und zeigt, auf welchen Tonträger(n) und wann sie erschienen sind. Außerdem enthält die Liste die Namen der Autoren und der Produzenten der Stücke.
| Titel                                              | Autor(en)                                       | Originalveröffentlichung                     | Weitere Veröffentlichung | Produzent(en)        | Jahr | Länge |
| -------------------------------------------------- | ----------------------------------------------- | -------------------------------------------- | --- | -------------------- | ---- | ----- |
| #9 Dream                                           | Lennon                                          | Walls and Bridges                            | - Shaved Fish - The John Lennon Collection - Lennon - Lennon Legend: The Very Best of John Lennon - Instant Karma: All-Time Greatest Hits - Working Class Hero: The Definitive Lennon - Gimme Some Truth - Power to the People: The Hits | Lennon               | 1974 | 4:47  |
| Ain’t She Sweet                                    | Yellen, Ager                                    | John Lennon Anthology                        | | Ono, Stevens         | 1998 | 0:28  |
| Ain’t That a Shame                                 | Domino, Bartholomew                             | Rock ’n’ Roll                                | - Lennon - Instant Karma: All-Time Greatest Hits - Gimme Some Truth | Lennon               | 1975 | 2:38  |
| Aisumasen (I’m Sorry)                              | Lennon                                          | Mind Games                                   | - Lennon | Lennon               | 1973 | 4:44  |
| Amsterdam                                          | Lennon, Ono                                     | Wedding Album                                | | Lennon, Ono          | 1969 | 25:00 |
| Angel Baby                                         | Hamlin                                          | Menlove Ave.                                 | - Lennon - Instant Karma: All-Time Greatest Hits - Rock ’n’ Roll (2004 Wiederveröffentlichung) | Lennon, Spector      | 1986 | 3:42  |
| Angela                                             | Lennon, Ono                                     | Some Time in New York City                   | | Lennon, Ono, Spector | 1972 | 4:06  |
| Attica State                                       | Lennon, Ono                                     | Some Time in New York City                   | - John Lennon Anthology - The U.S. vs. John Lennon | Lennon, Ono, Spector | 1972 | 2:54  |
| Au (live)                                          | Lennon, Ono                                     | Some Time in New York City                   | | Lennon, Ono, Spector | 1972 | 8:04  |
| Baby’s Heartbeat                                   | Lennon, Ono                                     | Unfinished Music No. 2: Life with the Lions  | | Lennon, Ono          | 1969 | 5:10  |
| Be My Baby                                         | Spector, Greenwich, Barry                       | John Lennon Anthology                        | | Ono, Stevens         | 1998 | 4:32  |
| Be-Bop-A-Lula                                      | Davis, Vincent                                  | Rock ’n’ Roll                                | - John Lennon Anthology - Wonsaponatime - Instant Karma: All-Time Greatest Hits - Gimme Some Truth | Lennon               | 1975 | 2:39  |
| Beautiful Boy (Darling Boy)                        | Lennon                                          | Double Fantasy                               | - The John Lennon Collection - Imagine: John Lennon (Music from the Motion Picture) - Lennon - Lennon Legend: The Very Best of John Lennon - John Lennon Anthology - Working Class Hero: The Definitive Lennon - Gimme Some Truth - John Lennon Signature Box (Home Tapes) | Lennon, Ono, Douglas | 1980 | 4:02  |
| Beef Jerky                                         | Lennon                                          | Walls and Bridges                            | - Gimme Some Truth | Lennon               | 1974 | 3:26  |
| Bless You                                          | Lennon                                          | Walls and Bridges                            | - Menlove Ave. - Lennon - John Lennon Anthology - Peace, Love & Truth - Working Class Hero: The Definitive Lennon - Gimme Some Truth | Lennon               | 1974 | 4:38  |
| Blue Suede Shoes (live)                            | Perkins                                         | Live Peace in Toronto 1969                   | - Lennon - Instant Karma: All-Time Greatest Hits | Lennon, Ono          | 1969 | 3:50  |
| Bony Moronie                                       | Williams                                        | Rock ’n’ Roll                                | - Gimme Some Truth | Lennon               | 1975 | 3:47  |
| Borrowed Time                                      | Lennon                                          | Milk and Honey                               | - Lennon - Lennon Legend: The Very Best of John Lennon - John Lennon Anthology - Working Class Hero: The Definitive Lennon - Gimme Some Truth | Lennon, Ono          | 1984 | 4:29  |
| Bring on the Lucie (Freda Peeple)                  | Lennon                                          | Mind Games                                   | - John Lennon Anthology - Peace, Love & Truth | Lennon               | 1973 | 4:12  |
| Cambridge 1969                                     | Lennon, Ono                                     | Unfinished Music No. 2: Life with the Lions  | | Lennon, Ono          | 1969 | 26:31 |
| Cleanup Time                                       | Lennon                                          | Double Fantasy                               | - Lennon - Gimme Some Truth | Lennon, Ono, Douglas | 1980 | 2:58  |
| Cold Turkey                                        | Lennon                                          | Single                                       | - Live Peace in Toronto 1969 - Some Time in New York City - Shaved Fish - The John Lennon Collection (CD) - Live in New York City - Lennon - Lennon Legend: The Very Best of John Lennon - Instant Karma: All-Time Greatest Hits - Acoustic - Working Class Hero: The Definitive Lennon - Gimme Some Truth - Power to the People: The Hits - John Lennon Signature Box (Non-Album Singles)                                                                 | Lennon, Ono          | 1969 | 5:01  |
| Come Together (live)                               | Lennon, McCartney                               | Live in New York City                        | - Lennon - John Lennon Anthology - Instant Karma: All-Time Greatest Hits - Working Class Hero: The Definitive Lennon | Ono                  | 1986 | 4:21  |
| Crippled Inside                                    | Lennon                                          | Imagine                                      | - Lennon - Gimme Some Truth | Lennon, Ono, Spector | 1971 | 3:47  |
| Dear John                                          | Lennon                                          | John Lennon Anthology                        | | Ono, Stevens         | 1998 | 2:13  |
| Dear Yoko                                          | Lennon                                          | Double Fantasy                               | - The John Lennon Collection - Lennon - John Lennon Anthology - Acoustic | Lennon, Ono, Douglas | 1980 | 2:34  |
| Do You Wanna Dance?                                | Freeman                                         | Rock ’n’ Roll                                | - Lennon - Instant Karma: All-Time Greatest Hits - Gimme Some Truth | Lennon               | 1975 | 3:15  |
| Dizzy, Miss Lizzy (live)                           | Williams                                        | Live Peace in Toronto 1969                   | - Lennon - Instant Karma: All-Time Greatest Hits | Lennon, Ono          | 1969 | 3:24  |
| Do the Oz                                          | Lennon, Ono                                     | John Lennon Anthology                        | | Ono, Stevens         | 1998 | 3:08  |
| Every Man Has a Woman Who Loves Him                | Ono                                             | Every Man Has a Woman                        | - Lennon - Milk and Honey (2001 reissue) | Lennon, Ono, Douglas | 1984 | 3:32  |
| (Forgive Me) My Little Flower Princess             | Lennon                                          | Milk and Honey                               | - Lennon | Lennon, Ono          | 1984 | 2:28  |
| Gimme Some Truth                                   | Lennon                                          | Imagine                                      | - Lennon - Peace, Love & Truth - Working Class Hero: The Definitive Lennon - The U.S. vs. John Lennon - Gimme Some Truth - Power to the People: The Hits | Lennon, Ono, Spector | 1971 | 3:16  |
| Give Peace a Chance                                | Lennon, McCartney                               | Single                                       | - Live Peace in Toronto 1969 - Shaved Fish - The John Lennon Collection - Live in New York City - Imagine: John Lennon - Lennon - Lennon Legend: The Very Best of John Lennon - John Lennon Anthology - Instant Karma: All-Time Greatest Hits - Peace, Love & Truth - Working Class Hero: The Definitive Lennon - The U.S. vs. John Lennon (soundtrack) - Gimme Some Truth - Power to the People: The Hits - John Lennon Signature Box (Non-Album Singles) | Lennon, Ono          | 1969 | 4:54  |
| God                                                | Lennon                                          | John Lennon/Plastic Ono Band                 | - Imagine: John Lennon (soundtrack) - Lennon - John Lennon Anthology - Wonsaponatime - Acoustic - Working Class Hero: The Definitive Lennon - The U.S. vs. John Lennon (soundtrack) - Gimme Some Truth - John Lennon Signature Box (Home Tapes) | Lennon, Ono, Spector | 1970 | 4:09  |
| God Save Oz                                        | Lennon, Ono                                     | John Lennon Anthology                        | - Wonsaponatime | Ono, Stevens         | 1998 | 3:27  |
| Going Down on Love                                 | Lennon                                          | Walls and Bridges                            | - Lennon - John Lennon Anthology | Lennon               | 1974 | 3:54  |
| Goodnight Vienna                                   | Lennon                                          | John Lennon Anthology                        | | Ono, Stevens         | 1998 | 2:42  |
| The Great Wok                                      | Lennon                                          | John Lennon Anthology                        | | Ono, Stevens         | 1998 | 3:13  |
| Grow Old with Me                                   | Lennon                                          | Milk and Honey                               | - Lennon - John Lennon Anthology - Wonsaponatime - Working Class Hero: The Definitive Lennon - Gimme Some Truth | Lennon, Ono          | 1984 | 3:07  |
| Happy Xmas (War Is Over)                           | Lennon, Ono                                     | Single                                       | - Shaved Fish - The John Lennon Collection - Lennon - Lennon Legend: The Very Best of John Lennon - John Lennon Anthology - Instant Karma: All-Time Greatest Hits - Peace, Love & Truth - Working Class Hero: The Definitive Lennon - The U.S. vs. John Lennon - Gimme Some Truth - Power to the People: The Hits - John Lennon Signature Box (Non-Album Singles)                                                                                          | Spector, Lennon, Ono | 1971 | 3:35  |
| Help Me to Help Myself                             | Lennon                                          | Double Fantasy (2000 Wiederveröffentlichung) | - Peace, Love & Truth | Lennon, Ono, Douglas | 2000 | 2:37  |
| Here We Go Again                                   | Lennon, Spector                                 | Menlove Ave.                                 | - The U.S. vs. John Lennon - Gimme Some Truth | Lennon, Spector      | 1986 | 4:50  |
| Hold On                                            | Lennon                                          | John Lennon/Plastic Ono Band                 | - Lennon - John Lennon Anthology - Peace, Love & Truth - Gimme Some Truth | Lennon, Ono, Spector | 1970 | 1:52  |
| Honey Don’t                                        | Perkins                                         | John Lennon Signature Box (Home Tapes)       | |                      | 2010 | 1:40  |
| Hound Dog (live)                                   | Leiber/Stoller                                  | Live in New York City                        | - Lennon - Instant Karma: All-Time Greatest Hits - Gimme Some Truth | Ono                  | 1986 | 3:09  |
| How?                                               | Lennon                                          | Imagine                                      | - Imagine: John Lennon - Lennon - Gimme Some Truth | Lennon, Ono, Spector | 1971 | 3:43  |
| How Do You Sleep?                                  | Lennon                                          | Imagine                                      | - Lennon - John Lennon Anthology - Wonsaponatime - The U.S. vs. John Lennon - Gimme Some Truth | Lennon, Ono, Spector | 1971 | 5:36  |
| I Don’t Wanna Be a Soldier                         | Lennon                                          | Imagine                                      | - John Lennon Anthology - Peace, Love & Truth - The U.S. vs. John Lennon - Gimme Some Truth - John Lennon Signature Box (Home Tapes) | Lennon, Ono, Spector | 1971 | 6:05  |
| I Don’t Wanna Face It                              | Lennon                                          | Milk and Honey                               | - Lennon - John Lennon Anthology - Wonsaponatime - Peace, Love & Truth - Gimme Some Truth | Lennon, Ono          | 1984 | 3:22  |
| I Found Out                                        | Lennon                                          | John Lennon/Plastic Ono Band                 | - Lennon - John Lennon Anthology - Wonsaponatime - The U.S. vs. John Lennon - Gimme Some Truth - John Lennon Signature Box (Home Tapes) | Lennon, Ono, Spector | 1970 | 3:37  |
| I Know (I Know)                                    | Lennon                                          | Mind Games                                   | - John Lennon Anthology | Lennon               | 1973 | 3:49  |
| I Saw Her Standing There (live)                    | Lennon, McCartney                               | Lennon                                       | |                      | 1990 | 3:28  |
| I’m Losing You                                     | Lennon                                          | Double Fantasy                               | - The John Lennon Collection - Lennon - John Lennon Anthology - Wonsaponatime - Working Class Hero: The Definitive Lennon - Gimme Some Truth | Lennon, Ono, Douglas | 1980 | 3:57  |
| I’m Stepping Out                                   | Lennon                                          | Milk and Honey                               | - Lennon - John Lennon Anthology - Working Class Hero: The Definitive Lennon - Gimme Some Truth | Lennon, Ono          | 1984 | 4:06  |
| I’m the Greatest                                   | Lennon                                          | John Lennon Anthology                        | | Ono, Stevens         | 1998 | 3:37  |
| Imagine                                            | Lennon                                          | Imagine                                      | - Shaved Fish - The John Lennon Collection - Imagine: John Lennon - Lennon - Lennon Legend: The Very Best of John Lennon - John Lennon Anthology - Wonsaponatime - Instant Karma: All-Time Greatest Hits - Acoustic - Peace, Love & Truth - Working Class Hero: The Definitive Lennon - The U.S. vs. John Lennon - Gimme Some Truth - Power to the People: The Hits                                                                                        | Lennon, Ono, Spector | 1971 | 3:01  |
| Instant Karma!                                     | Lennon                                          | Single                                       | - Shaved Fish - The John Lennon Collection - Live in New York City - Lennon - Lennon Legend: The Very Best of John Lennon - Instant Karma: All-Time Greatest Hits - Peace, Love & Truth - Working Class Hero: The Definitive Lennon - The U.S. vs. John Lennon - Gimme Some Truth - Power to the People: The Hits - John Lennon Signature Box (Non-Album Singles)                                                                                          | Spector              | 1970 | 3:18  |
| India, India                                       | Lennon                                          | John Lennon Signature Box (Home Tapes)       | |                      | 2010 | 3:07  |
| Intuition                                          | Lennon                                          | Mind Games                                   | - Lennon - Working Class Hero: The Definitive Lennon - Gimme Some Truth | Lennon               | 1973 | 3:08  |
| Isolation                                          | Lennon                                          | John Lennon/Plastic Ono Band                 | - Lennon - John Lennon Anthology - Working Class Hero: The Definitive Lennon - Gimme Some Truth - John Lennon Signature Box (Home Tapes) | Lennon, Ono, Spector | 1970 | 2:51  |
| It’s Real                                          | Lennon                                          | John Lennon Anthology                        | - Acoustic | Ono, Stevens         | 1998 | 1:05  |
| It’s So Hard                                       | Lennon                                          | Imagine                                      | - Live in New York City - Lennon - John Lennon Anthology - Instant Karma: All-Time Greatest Hits | Lennon, Ono, Spector | 1971 | 2:25  |
| Jamrag (live)                                      | Lennon, Ono                                     | Some Time in New York City                   | | Lennon, Ono, Spector | 1972 | 5:36  |
| Jealous Guy                                        | Lennon                                          | Imagine                                      | - The John Lennon Collection - Imagine: John Lennon - Lennon - Lennon Legend: The Very Best of John Lennon - John Lennon Anthology - Instant Karma: All-Time Greatest Hits - Working Class Hero: The Definitive Lennon - Gimme Some Truth - Power to the People: The Hits | Lennon, Ono, Spector | 1971 | 4:14  |
| John & Yoko                                        | Lennon, Ono                                     | Wedding Album                                | | Lennon, Ono          | 1969 | 22:44 |
| John Sinclair                                      | Lennon                                          | Some Time in New York City                   | - Lennon - John Lennon Anthology - Acoustic - The U.S. vs. John Lennon | Lennon, Ono, Spector | 1972 | 3:28  |
| Just Because                                       | Price                                           | Rock ’n’ Roll                                | - Lennon - Instant Karma: All-Time Greatest Hits - Gimme Some Truth | Lennon               | 1975 | 4:25  |
| (Just Like) Starting Over                          | Lennon                                          | Double Fantasy                               | - The John Lennon Collection - Imagine: John Lennon - Lennon - Lennon Legend: The Very Best of John Lennon - Instant Karma: All-Time Greatest Hits - Working Class Hero: The Definitive Lennon - Gimme Some Truth - Power to the People: The Hits | Lennon, Ono, Douglas | 1980 | 3:56  |
| A Kiss Is Just a Kiss                              | Hupfeld                                         | John Lennon Anthology                        | - Wonsaponatime | Ono, Stevens         | 1998 | 0:11  |
| Life Begins at 40                                  | Lennon                                          | John Lennon Anthology                        | | Ono, Stevens         | 1998 | 2:23  |
| Long Lost John                                     | trad. arr. Lennon                               | John Lennon Anthology                        | | Ono, Stevens         | 1998 | 2:14  |
| Look at Me                                         | Lennon                                          | John Lennon/Plastic Ono Band                 | - Lennon - John Lennon Anthology - Acoustic - Gimme Some Truth | Lennon, Ono, Spector | 1970 | 2:53  |
| Love                                               | Lennon                                          | John Lennon/Plastic Ono Band                 | - The John Lennon Collection - Lennon - Lennon Legend: The Very Best of John Lennon - John Lennon Anthology - Acoustic - Peace, Love & Truth - Working Class Hero: The Definitive Lennon - The U.S. vs. John Lennon - Gimme Some Truth - John Lennon Signature Box (Home Tapes) | Lennon, Ono, Spector | 1970 | 3:21  |
| The Luck of the Irish                              | Lennon, Ono                                     | Some Time in New York City                   | - John Lennon Anthology - Acoustic | Lennon, Ono, Spector | 1972 | 2:56  |
| Lucy in the Sky with Diamonds (live)               | Lennon, McCartney                               | Lennon                                       | |                      | 1990 | 5:58  |
| Maggie Mae                                         | trad. arr. Lennon, McCartney, Harrison, Starkey | John Lennon Anthology                        | | Ono, Stevens         | 1998 | 0:52  |
| Meat City                                          | Lennon                                          | Mind Games                                   | - Gimme Some Truth | Lennon               | 1973 | 4:45  |
| Medley: Bring It On Home to Me/Send Me Some Lovin’ | Cooke, Marascalco, Price                        | Rock ’n’ Roll                                | - John Lennon Anthology - Gimme Some Truth | Lennon               | 1975 | 3:41  |
| Medley: Rip It Up/Ready Teddy                      | Blackwell, Marascalco                           | Rock ’n’ Roll                                | - John Lennon Anthology - Wonsaponatime - Instant Karma: All-Time Greatest Hits - Gimme Some Truth | Lennon               | 1975 | 1:33  |
| Mind Games                                         | Lennon                                          | Mind Games                                   | - Shaved Fish - The John Lennon Collection - Lennon - Lennon Legend: The Very Best of John Lennon - John Lennon Anthology - Instant Karma: All-Time Greatest Hits - Peace, Love & Truth - Working Class Hero: The Definitive Lennon - Gimme Some Truth - Power to the People: The Hits | Lennon               | 1973 | 4:13  |
| Money (That’s What I Want) (live)                  | Bradford, Gordy                                 | Live Peace in Toronto 1969                   | - Lennon | Lennon, Ono          | 1969 | 3:25  |
| Mother                                             | Lennon                                          | John Lennon/Plastic Ono Band                 | - Shaved Fish - Live in New York City - Imagine: John Lennon - Lennon - Lennon Legend: The Very Best of John Lennon - John Lennon Anthology - Instant Karma: All-Time Greatest Hits - Working Class Hero: The Definitive Lennon - Gimme Some Truth - John Lennon Signature Box (Home Tapes) | Lennon, Ono, Spector | 1970 | 5:34  |
| Move Over Ms. L                                    | Lennon                                          | B-Seite der Single Stand by Me               | - The John Lennon Collection (CD) - John Lennon Anthology - John Lennon Signature Box (Non-Album Singles) |                      | 1975 | 2:56  |
| Mr. Hyde’s Gone (Don’t Be Afraid)                  | Lennon                                          | John Lennon Anthology                        | | Ono, Stevens         | 1998 | 2:41  |
| Mucho Mungo                                        | Lennon                                          | John Lennon Anthology                        | | Ono, Stevens         | 1998 | 1:24  |
| My Life                                            | Lennon                                          | John Lennon Anthology                        | | Ono, Stevens         | 1998 | 2:36  |
| My Mummy’s Dead                                    | Lennon                                          | John Lennon/Plastic Ono Band                 | - Lennon - Acoustic - Gimme Some Truth | Lennon, Ono, Spector | 1970 | 0:49  |
| New York City                                      | Lennon                                          | Some Time in New York City                   | - Live in New York City - Lennon - John Lennon Anthology - Instant Karma: All-Time Greatest Hits - Working Class Hero: The Definitive Lennon - The U.S. vs. John Lennon - Gimme Some Truth | Lennon, Ono, Spector | 1972 | 4:30  |
| No Bed for Beatle John                             | Lennon, Ono                                     | Unfinished Music No. 2: Life with the Lions  | | Lennon, Ono          | 1969 | 4:41  |
| Nobody Loves You (When You’re Down and Out)        | Lennon                                          | Walls and Bridges                            | - Menlove Ave. - Lennon - John Lennon Anthology - Wonsaponatime - Working Class Hero: The Definitive Lennon - Gimme Some Truth | Lennon               | 1974 | 5:08  |
| Nobody Told Me                                     | Lennon                                          | Milk and Honey                               | - Lennon - Lennon Legend: The Very Best of John Lennon - John Lennon Anthology - Instant Karma: All-Time Greatest Hits - Working Class Hero: The Definitive Lennon - The U.S. vs. John Lennon - Gimme Some Truth - John Lennon Signature Box (Home Tapes) | Lennon, Ono          | 1984 | 3:34  |
| Nutopian International Anthem                      | Lennon                                          | Mind Games                                   | | Lennon               | 1973 | 0:03  |
| Oh My Love                                         | Lennon, Ono                                     | Imagine                                      | - Lennon - John Lennon Anthology - Wonsaponatime - Working Class Hero: The Definitive Lennon - The U.S. vs. John Lennon - Gimme Some Truth | Lennon, Ono, Spector | 1971 | 2:50  |
| Oh Yoko!                                           | Lennon                                          | Imagine                                      | - Lennon - Working Class Hero: The Definitive Lennon - Gimme Some Truth | Lennon, Ono, Spector | 1971 | 4:20  |
| Old Dirt Road                                      | Lennon, Nilsson                                 | Walls and Bridges                            | - Menlove Ave. - Lennon - John Lennon Anthology - Gimme Some Truth | Lennon               | 1974 | 4:11  |
| One Day (At a Time)                                | Lennon                                          | Mind Games                                   | - Lennon - John Lennon Anthology | Lennon               | 1973 | 3:09  |
| One of the Boys                                    | Lennon                                          | John Lennon Signature Box (Home Tapes)       | |                      | 2010 | 2:39  |
| Only People                                        | Lennon                                          | Mind Games                                   | - Gimme Some Truth | Lennon               | 1973 | 3:23  |
| Only You                                           | Rand, Ram                                       | John Lennon Anthology                        | - Wonsaponatime | Ono, Stevens         | 1998 | 3:24  |
| Out the Blue                                       | Lennon                                          | Mind Games                                   | - Lennon - Working Class Hero: The Definitive Lennon - Gimme Some Truth | Lennon               | 1973 | 3:23  |
| Peggy Sue                                          | Allison, Petty, Holly                           | Rock ’n’ Roll                                | - John Lennon Anthology - Instant Karma: All-Time Greatest Hits - Gimme Some Truth | Lennon               | 1975 | 2:06  |
| Power to the People                                | Lennon                                          | Single                                       | - Shaved Fish - The John Lennon Collection - Lennon - Lennon Legend: The Very Best of John Lennon - Peace, Love & Truth - Working Class Hero: The Definitive Lennon - The U.S. vs. John Lennon - Gimme Some Truth - John Lennon Signature Box (Non-Album Singles) | Spector, Lennon, Ono | 1971 | 3:15  |
| Radio Play                                         | Lennon, Ono                                     | Unfinished Music No. 2: Life with the Lions  | | Lennon, Ono          | 1969 | 12:35 |
| Real Love                                          | Lennon                                          | Imagine: John Lennon                         | - John Lennon Anthology - Wonsaponatime - Acoustic - Peace, Love & Truth - Working Class Hero: The Definitive Lennon |                      | 1988 | 2:48  |
| Remember                                           | Lennon                                          | John Lennon/Plastic Ono Band                 | - Lennon - John Lennon Anthology - Gimme Some Truth - John Lennon Signature Box (Home Tapes) | Lennon, Ono, Spector | 1970 | 4:33  |
| The Rishi Kesh Song                                | Lennon                                          | John Lennon Anthology                        | | Ono, Stevens         | 1998 | 2:26  |
| Rock and Roll People                               | Lennon                                          | Menlove Ave.                                 | | Lennon, Spector      | 1986 | 4:21  |
| Satire 1                                           | Lennon                                          | John Lennon Anthology                        | | Ono, Stevens         | 1998 | 2:20  |
| Satire 2                                           | Lennon                                          | John Lennon Anthology                        | | Ono, Stevens         | 1998 | 4:34  |
| Satire 3                                           | Lennon                                          | John Lennon Anthology                        | | Ono, Stevens         | 1998 | 0:45  |
| Scared                                             | Lennon                                          | Walls and Bridges                            | - Menlove Ave. - Lennon - John Lennon Anthology - Working Class Hero: The Definitive Lennon - The U.S. vs. John Lennon - Gimme Some Truth | Lennon               | 1974 | 4:36  |
| Scumbag (live)                                     | Lennon, Ono, Zappa                              | Some Time in New York City                   | | Lennon, Ono, Spector | 1972 | 4:27  |
| Serve Yourself                                     | Lennon                                          | John Lennon Anthology                        | - Wonsaponatime - John Lennon Signature Box (Home Tapes) | Ono, Stevens         | 1998 | 3:47  |
| Since My Baby Left Me                              | Crudup                                          | Menlove Ave.                                 | - Rock ’n’ Roll (2004 Wiederveröffentlichung) | Lennon, Spector      | 1986 | 3:48  |
| Slippin’ and Slidin’                               | Bocage, Collins, Penniman, Smith                | Rock ’n’ Roll                                | - Lennon - John Lennon Anthology - Instant Karma: All-Time Greatest Hits - Gimme Some Truth | Lennon               | 1975 | 2:16  |
| Stand by Me                                        | Leiber, Stoller, King                           | Rock ’n’ Roll                                | - The John Lennon Collection - Imagine: John Lennon - Lennon - Lennon Legend: The Very Best of John Lennon - Instant Karma: All-Time Greatest Hits - Working Class Hero: The Definitive Lennon - Gimme Some Truth - Power to the People: The Hits | Lennon               | 1975 | 3:26  |
| Steel and Glass                                    | Lennon                                          | Walls and Bridges                            | - Menlove Ave. - Lennon - John Lennon Anthology - Gimme Some Truth | Lennon               | 1974 | 4:37  |
| Stranger’s Room                                    | Lennon                                          | John Lennon Anthology                        | | Ono, Stevens         | 1998 | 3:17  |
| Sunday Bloody Sunday                               | Lennon, Ono                                     | Some Time in New York City                   | - Gimme Some Truth | Lennon, Ono, Spector | 1972 | 5:00  |
| Surprise, Surprise (Sweet Bird of Paradox)         | Lennon                                          | Walls and Bridges                            | - Lennon - John Lennon Anthology - Gimme Some Truth | Lennon               | 1974 | 2:55  |
| Sweet Little Sixteen                               | Berry                                           | Rock ’n’ Roll                                | - Lennon - Instant Karma: All-Time Greatest Hits - Gimme Some Truth | Lennon               | 1975 | 3:01  |
| Tight A$                                           | Lennon                                          | Mind Games                                   | - Gimme Some Truth | Lennon               | 1973 | 3:37  |
| To Know Her Is to Love Her                         | Spector                                         | Menlove Ave.                                 | - Rock ’n’ Roll (2004 reissue) | Lennon, Spector      | 1986 | 4:37  |
| Two Minutes Silence                                | Lennon, Ono                                     | Unfinished Music No. 2: Life with the Lions  | | Lennon, Ono          | 1969 | 2:00  |
| Two Virgins Side One                               | Lennon, Ono                                     | Unfinished Music No. 1: Two Virgins          | | Lennon, Ono          | 1968 | 14:14 |
| Two Virgins Side Two                               | Lennon, Ono                                     | Unfinished Music No. 1: Two Virgins          | | Lennon, Ono          | 1968 | 15:13 |
| Watching the Wheels                                | Lennon                                          | Double Fantasy                               | - The John Lennon Collection - Lennon - Lennon Legend: The Very Best of John Lennon - John Lennon Anthology - Instant Karma: All-Time Greatest Hits - Acoustic - Working Class Hero: The Definitive Lennon - Gimme Some Truth - Power to the People: The Hits | Lennon, Ono, Douglas | 1980 | 3:35  |
| (Well) Baby Please Don’t Go" (live)                | Walter Ward                                     | Some Time in New York City                   | - Lennon - John Lennon Anthology - Wonsaponatime - Instant Karma: All-Time Greatest Hits | Lennon, Ono, Spector | 1972 | 4:41  |
| Well Well Well                                     | Lennon                                          | John Lennon/Plastic Ono Band                 | - Live in New York City - Lennon - Instant Karma: All-Time Greatest Hits - Acoustic - Gimme Some Truth | Lennon, Ono, Spector | 1970 | 5:59  |
| What You Got                                       | Lennon                                          | Walls and Bridges                            | - John Lennon Anthology - Wonsaponatime - Acoustic - Gimme Some Truth | Lennon               | 1974 | 3:09  |
| Whatever Gets You thru the Night                   | Lennon                                          | Walls and Bridges                            | - Shaved Fish - The John Lennon Collection - Lennon - Lennon Legend: The Very Best of John Lennon - John Lennon Anthology - Instant Karma: All-Time Greatest Hits - Working Class Hero: The Definitive Lennon - Gimme Some Truth - Power to the People: The Hits | Lennon               | 1974 | 3:28  |
| Woman                                              | Lennon                                          | Double Fantasy                               | - The John Lennon Collection - Imagine: John Lennon (soundtrack) - Lennon - Lennon Legend: The Very Best of John Lennon - John Lennon Anthology - Instant Karma: All-Time Greatest Hits - Working Class Hero: The Definitive Lennon - Gimme Some Truth - Power to the People: The Hits | Lennon, Ono, Douglas | 1980 | 3:32  |
| Woman Is the Nigger of the World                   | Lennon, Ono                                     | Some Time in New York City                   | - Shaved Fish - Live in New York City - Lennon - John Lennon Anthology - Wonsaponatime - Instant Karma: All-Time Greatest Hits - Acoustic - Working Class Hero: The Definitive Lennon - Gimme Some Truth | Lennon, Ono, Spector | 1972 | 5:15  |
| Working Class Hero                                 | Lennon                                          | John Lennon/Plastic Ono Band                 | - Lennon - Lennon Legend: The Very Best of John Lennon - John Lennon Anthology - Wonsaponatime - Acoustic - Working Class Hero: The Definitive Lennon - The U.S. vs. John Lennon - Gimme Some Truth | Lennon, Ono, Spector | 1970 | 3:48  |
| Ya Ya                                              | Robinson, Dorsey, Lewis, Levy                   | Walls and Bridges                            | - Rock ’n’ Roll - Gimme Some Truth | Lennon               | 1974 | 1:06  |
| Yer Blues (live)                                   | Lennon, McCartney                               | Live Peace in Toronto 1969                   | - Lennon - Gimme Some Truth | Lennon, Ono          | 1969 | 4:12  |
| Yesterday (Parody)                                 | Lennon, McCartney                               | John Lennon Anthology                        | | Ono, Stevens         | 1998 | 0:33  |
| You Are Here                                       | Lennon                                          | Mind Games                                   | - John Lennon Anthology - Working Class Hero: The Definitive Lennon - Gimme Some Truth | Lennon               | 1973 | 4:08  |
| You Can’t Catch Me                                 | Berry                                           | Rock ’n’ Roll                                | - Instant Karma: All-Time Greatest Hits - Gimme Some Truth | Lennon               | 1975 | 4:51  |